# Karl Landsteiner
Karl Landsteiner (født 14. juni 1868 i Wien, Østrig-Ungarn, død 26. juni 1943 i New York. USA) var en østrigsk biolog og læge. Han er kendt for den moderne klassifikation af blodtyper, som han foretog i 1901. I 1930 modtog han Nobelprisen i fysiologi eller medicin. Sammen med Alexander S. Wiener identificerede han i 1937 rhesus-faktoren.
Landsteiner blev født i Wien som søn af Leopold Landsteiner, der var journalist og avisredaktør samt dr. jur. Faderen døde, da Karl Landsteiner kun var seks år gammel, og han blev opdraget af sin moder Fanny Hess. Han gennemførte eksamen i medicin på Wien Universitet i 1891, og han var endvidere velbevandret indenfor kemi, idet han havde studeret under den tyske kemiker og Nobelpristager Hermann Emil Fischer.
I 1908 blev Landsteiner professor i patologi ved Wiens Universitet. I 1916 giftede han sig med Helen Wlasto med hvem han fik en søn. Efter 1. verdenskrig rejste han til Holland, og i 1922 blev han tilknyttet Rockefeller Institute for Medical Research i New York, hvor han blev resten af sit liv. I denne periode blev han amerikansk statsborger.
Karl Landsteiner døde af et hjerteanfald i 1943 under sit arbejde på laboratoriet.
14. juni 2016 dedikerer Google deres Google Doodle til Karl Landsteiner i anledning af hans 148-års fødselsdag.